# Тиокарбонат калия
Тиокарбонат калия — неорганическое соединение,
соль калия и тиоугольной кислоты с формулой K2CS3,
жёлто-красные кристаллы,
растворяется в воде,
образует кристаллогидраты.

## Получение
- Растворение сульфида калия в избытке сероуглерода:

{\displaystyle {\mathsf {K_{2}S+CS_{2}\ {\xrightarrow {}}\ K_{2}CS_{3}}}}

## Физические свойства
Тиокарбонат калия образует жёлто-красные гигроскопичные кристаллы
Хорошо растворяется в воде и сероуглероде,
не растворяется в этаноле и эфире.
Образует кристаллогидрат состава K2CS3•H2O,
моноклинная сингония,
пространственная группа P 21/n,
параметры ячейки a = 0,6759 нм, b = 1,7066 нм, c = 0,6418 нм, β = 95,42°, Z = 4.

## Химические свойства
- Реагирует с кислотами:

{\displaystyle {\mathsf {K_{2}CS_{3}+2HCl\ {\xrightarrow {}}\ H_{2}CS_{3}+2KCl}}}